# Darul Aman (Geureudong Pase)
Darul Aman is een bestuurslaag in het regentschap Aceh Utara van de provincie Atjeh, Indonesië. Darul Aman telt 93 inwoners (volkstelling 2010).